# Mikeás
A Mikeás a héber Mikajehu névből származik, a jelentése Ki olyan, mint Jahve?.

## Gyakorisága
Az 1990-es években szórványos név, a 2000-es években nem szerepel a 100 leggyakoribb férfinév között.

## Névnapok
- január 15.[2]
- augusztus 14.[2]